# Filipe de Almeida Pereira

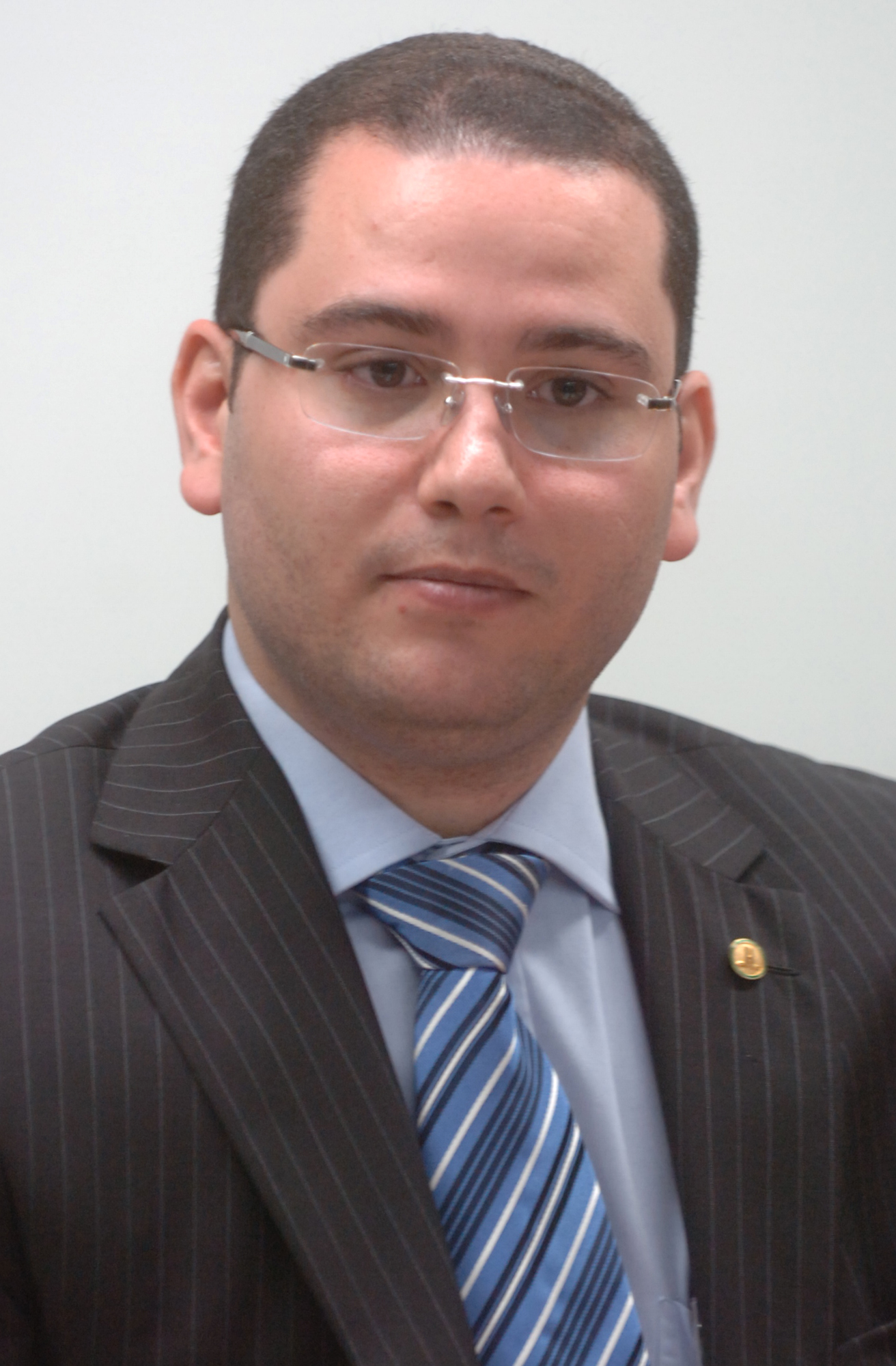
Filipe Pereira em 2009

Filipe de Almeida Pereira (Rio de Janeiro, 16 de novembro de 1983) é um político brasileiro, filiado ao Podemos. 
Filho de  Everaldo Dias Pereira e sua primeira esposa, Maeli de Almeida. Tem um filho. Filipe completou a graduação em Administração na Universidade Estácio de Sá e estuda Negócios Imobiliários na mesma instituição. Foi diretor administrativo do Jornal Folha Cristã; Gerente de Negócios da corretora de seguros EDP; acionista da Filipe Empreendimentos e Eventos Ltda.; e vice-presidente do Central de Apoio a Vida e Escola (CAVE).
Filiado ao PSC desde 2003, tornou-se membro do diretório nacional, além de presidente nacional da ala jovem da agremiação (2004-2006). Em 2006, foi eleito deputado federal pelo Partido Social Cristão, com 51.062 votos.  Foi vice-líder do bloco formado pelo PSC, o PMDB, o PTB e o PTC. Foi primeiro vice-presidente da Comissão de Desenvolvimento Urbano, titular da Comissão de Finanças e Tributação e da Comissão de Defesa do Consumidor da Câmara dos Deputados.
Em 2008, foi candidato a prefeito da cidade do Rio de Janeiro, ficando em oitavo lugar. Em 2010, foi reeleito pela legenda como deputado federal, com 98.210 votos. No novo mandato, foi vice-líder do PSC na Câmara, além de presidente da Comissão Permanente de Fiscalização e Controle.
Assumiu como Secretário de Estado de Prevenção à Dependência Química do Rio de Janeiro, a convite de Sérgio Cabral Filho, a partir de 26 de fevereiro de 2013, até 3 de abril de 2014. Assumiu novamente o cargo a partir de 5 de janeiro de 2015.
Nos pleitos de 2014 (20.814 votos) e 2018 (14.073 votos), não conseguiu a reeleição. 
Filipe tornou-se assessor especial do governador Wilson Witzel, e junto com o pai, Pastor Everaldo, e o irmão, Laércio Pereira, foi preso em 28 de agosto de 2020, na Operação Tris in Idem da Polícia Federal.

## Referência
1. ↑  Amora, Dimmi (2013), «Conservador, pastor do PSC afirma que chegará à presidência», UOL, Folha, …Felipe [sic] Pereira, candidato a deputado federal e o terceiro filho de Everaldo no primeiro de seus três casamentos.
2. 1 2 3  Brasil, CPDOC-Centro de Pesquisa e Documentação História Contemporânea do. «PEREIRA, Filipe». CPDOC - Centro de Pesquisa e Documentação de História Contemporânea do Brasil. Consultado em 31 de agosto de 2020
3. 1 2 3 4  «Biografia do(a) Deputado(a) Federal FILIPE PEREIRA». Portal da Câmara dos Deputados. Consultado em 31 de agosto de 2020
4. ↑  Rio, Do G1 (25 de fevereiro de 2013). «Estado do Rio ganha Secretaria de Prevenção à Dependência Química». Rio de Janeiro. Consultado em 31 de agosto de 2020
5. ↑  «Os candidatos à presidência e governo do estado nas eleições 2014 no Brasil». politica.estadao.com.br. Consultado em 31 de agosto de 2020
6. ↑  «Filipe Pereira 2020 (PSC) Deputado Federal | Rio de Janeiro | Eleições 2018». Consultado em 31 de agosto de 2020
7. ↑  «Pastor Everaldo e filhos são presos em operação que afastou Witzel do governo de RJ». G1. Consultado em 31 de agosto de 2020
8. ↑  Perillier, Marcelo. «Coluna Magnavita: O elo fraco, o filho Filipe Pereira - Correio da Manhã Brasil». Correio da Manhã Brasil. Consultado em 31 de agosto de 2020
9. ↑  Fern, Raphael; es (28 de agosto de 2020). «Deputado da Alerj denuncia Witzel e Pastor Everaldo por suposta 'troca de favores'». Diário do Rio de Janeiro. Consultado em 31 de agosto de 2020